# Civilizaciones africanas
Civilizaciones africanas son civilizaciones que han tenido como ámbitos geográficos de desarrollo el continente africano.
Inicialmente fue el valle del Nilo el entorno donde se desarrollaron civilizaciones históricas, en contacto con las del antiguo Oriente Próximo, a partir de la civilización egipcia. Se utiliza la expresión civilización nilótica o civilizaciones nilóticas para incluir la civilización nubia.
Con posterioridad se desarrollaron, en el África Septentrional, la civilización cartaginesa; y en el África Subsahariana los reinos o imperios africanos (también denominados civilizaciones africanas clásicas o del periodo clásico africano). Hechos fundamentales fueron la incorporación del norte de África al Imperio romano y, ya en la Edad Media, la expansión del islam. Como civilizaciones autónomas pervivieron la cristiana Etiopía (o Abisinia, una de las posibles localizaciones del mítico reino del preste Juan) y las animistas. La era de los descubrimientos y la colonización europea de África terminó haciendo de la totalidad del continente un espacio sometido a aculturación, e integrado en la civilización occidental. Los procesos de descolonización de mediados del siglo 20 y las ideologías del tercermundismo, la negritud y el panafricanismo no supusieron una independencia real, especialmente en lo económico y cultural (neocolonialismo).